# Michael Blodgett
Michael Blodgett (ur. 26 września 1939 w Minneapolis, w stanie Minnesota, zm. 14 listopada 2007 w Los Angeles, w stanie Kalifornia) – amerykański aktor filmowy i telewizyjny, pisarz i scenarzysta.

## Życiorys

### Wczesne lata
Uczęszczał na University of Minnesota i zaczął karierę aktorską w swoim rodzinnym mieście Minneapolis. Uzyskał dyplom prawa w zakresie nauk politycznych w Cal State Los Angeles, gdzie uczęszczał przez rok do Loyola Law School. Latem 1967 jako Master of Ceremony prowadził cotygodniowy program telewizyjny „Groovy”. emitowany w Los Angeles w 1968 dla KHJ-TV Channel 9, z muzyką Beach Party. Następnie przełączył się do kanał 11 i jako gospodarz prowadził „The Michael Blodgett Show”. 90-minutowy talk show, w którym przeprowadzał wywiady takich gości jak Connie Stevens, Agnes Moorehead, Pat Paulsen i Henry Mancini.

### Kariera
Zadebiutował w komedii Roztańczone lato (A Swingin' Summer, 1965) z Raquel Welch. W skandalicznym komediodrmacie Poza doliną lalek (El valle de los placeres, 1970) zagrał beztrosko dekadenckiego i hedonistycznego playboya Lance’a Rocke. W dramacie kryminalnym Orgasmo bianco (1974) wystąpił u boku Britt Ekland i Erica Braedena.
Był autorem scenariuszy do filmów: Gliniarz do wynajęcia (Rent-a-Cop, 1987) z Burtem Reynoldsem i Lizą Minnelli, Bohater i Strach (Hero and the Terror, 1988) z Chuckiem Norrisem, Turner i Hooch (Turner and Hooch, 1989) z Tomem Hanksem, Uciekaj, Charlie! (Run, 1991) z Patrickiem Dempseyem i Kelly Preston oraz Biały kruk (The White Raven, 1993) z Ronem Silverem i Joanną Pacułą.

### Życie prywatne
Był cztery razy żonaty i miał trzy córki. Jego córka Lucette jest żoną aktora Milesa Fishera.
Zmarł 14 listopada 2007 w swoim domu w Los Angeles na atak serca, w wieku 68 lat.

## Filmografia

### Filmy kinowe
- 1963: Weź ją - jest moja (Take Her, She's Mine) jako
- 1965: Roztańczone lato (A Swingin' Summer)
- 1967: Podróż (The Trip) jako kochanek
- 1970: Poza doliną lalek (Beyond the Valley of the Dolls) jako Lance Rocke
- 1970: Był sobie łajdak (There Was a Crooked Man...) jako Coy Cavendish
- 1974: The Ultimate Thrill jako Tom Moore
- 1978: Disco Fever jako Tommy Aspen

### Seriale TV
- 1961: Makbet (Macbeth) jako Malcolm
- 1964: Alfred Hitchcock przedstawia (Alfred Hitchcock Presents) jako tancerz Apollo
- 1965: Never Too Young jako Tad
- 1965: Karen jako Joe Slater
- 1966: Spotkamy się w St. Louis (Meet Me in St. Louis) jako John Truitt
- 1967: Bonanza jako Billy Slater
- 1971: Ironside jako Matthew Roberts
- 1971: Marcus Welby, lekarz medycyny (Marcus Welby, M.D.) jako Vince Kolski
- 1973: Barnaby Jones jako Kirk
- 1976: Electra Woman and Dyna Girl jako król Alex X z Tourembourga